# Дворищинское сельское поселение
Дворищинское се́льское поселе́ние — упразднённое муниципальное образование в Хвойнинском районе Новгородской области Российской Федерации.
Административный центр — деревня Дворищи.
В марте 2020 года упразднено в связи с преобразованием муниципального района в муниципальный округ. Оно соответствует административно-территориальной единице Дворищинское поселение Хвойнинского района.

## География
Территория сельского поселения расположена на северо-востоке Новгородской области, в Юго-Восточной части Хвойнинского района. На территории муниципального образования находится множество озёр — Игорь, Положба, Карасиха, Сакольник и др.; протекают реки Песь, Кушавера и другие.

## История
Дворищенское сельское поселение было образовано законом Новгородской области от 17 января 2005 года № 396-ОЗ, Дворищинское поселение — законом Новгородской области от 11 ноября 2005 года № 559-ОЗ.
Законом Новгородской области от 3 марта 2016 года Дворищенское поселение переименовано в Дворищинское поселение и, соответственно, законом Новгородской области от 28 марта 2016 года, Дворищенское сельское поселение переименовано в Дворищинское сельское поселение.

## Население
| 2010 | 2012 | 2013 | 2014 | 2015 | 2016 | 2017 |
| ---- | ---- | ---- | ---- | ---- | ---- | ---- |
| 491  | ↘481 | ↘462 | ↗466 | ↗468 | ↗479 | ↗486 |

## Населённые пункты
В состав поселения входят 13 населённых пунктов (с 2005 до 2020 гг. — 17 населённых пунктов).
| №         | Населённый пункт | Тип населённого пункта  | Население |
| --------- | ---------------- | ----------------------- | --------- |
| 1         | Бельково         | деревня                 | ↗20       |
| 2         | Гайно            | деревня                 | ↗21       |
| 3         | Дворищи          | деревня                 | ↘210      |
| 4         | Кунцово          | деревня                 | ↘11       |
| 5         | Кушавера         | деревня                 | →7        |
| 6         | Кушавера         | железнодорожная станция | ↘110      |
| 7         | Нива             | деревня                 | ↘53       |
| 8         | Остров           | деревня                 | ↘0        |
| 9         | Ронино           | деревня                 | →5        |
| 10        | Стёпаново        | деревня                 | ↗12       |
| 11        | Шуйно            | деревня                 | ↗18       |
| 12        | Щипцово          | деревня                 | ↘16       |
| 13        | Ямское           | деревня                 | ↘0        |
| 13.000001 | Полобжа          | деревня                 | →0        |
| 13.000002 | Теребут          | деревня                 | ↗4        |
| 13.000003 | Федеево          | деревня                 | →0        |
| 13.000004 | Шестерня         | деревня                 | ↘4        |

Постановлениями правительства Новгородской области от 29 января и от 28 февраля 2020 года,  деревни  Полобжа, Теребут, Федеево, Шестерня, Ямское были исключены из Дворищинского поселения и переданы в Кабожское.

## Транспорт
По территории поселения проходят пути Октябрьской железной дороги линии Санкт-Петербург — Мга — Кириши — Неболчи — Хвойная — Кабожа — Пестово — Сонково — Москва (Москва Савел.)